# Pascal Berenguer
Pascal Berenguer (Marsella, Francia, 20 de mayo de 1981) es un futbolista francés retirado. Jugaba de centrocampista y su último club fue el Tours FC.
Formado dedde 1999 en el SC Bastia, lo traspasó en 2002 al Football Club Istres Ouest Provence, una temporada más tarde se unió al club del AS Nancy donde jugó nueve temporadas. El 2012 fue enviado a préstamo al Tours FC, donde jugó hasta su retiro en 2015.
Luego de su retiro fue nombrado entrenador del equipo sub-19 del Tours FC en noviembre de 2015.

## Trayectoria
| Club                 | País    | Año         |
| -------------------- | ------- | ----------- |
| SC Bastia            | Francia | 1999 - 2003 |
| FC Istres (préstamo) | Francia | 2001 - 2003 |
| AS Nancy             | Francia | 2003 - 2012 |
| RC Lens (préstamo)   | Francia | 2011 - 2012 |
| Tours FC (préstamo)  | Francia | 2012 - 2013 |
| Tours FC             | Francia | 2013 - 2015 |